# Hứa Doãn
Hứa Doãn (chữ Hán: 许允, ? – 254), tên tự là Sĩ Tông, người quận Cao Dương , quan viên nhà Tào Ngụy thời Tam Quốc.

## Cuộc đời và sự nghiệp
Hứa Doãn xuất thân thế gia đại tộc. Cha ông là Hứa Cứ, từng làm Điển nông hiệu úy, quận thú nhà Tào Ngụy. Thiếu thời Doãn và người cùng quận là Thôi Tán nổi danh ở Ký Châu, được triệu gia nhập quân đội. Thời Tào Ngụy Minh Đế, ông làm Lại bộ lang, cất nhắc nhiều người là đồng hương, vì thế vua Ngụy sai lính Hổ bôn bắt giữ ông; sau đó tra xét thấy những người được bổ nhiệm đều có khả năng, nên thả Doãn ra. Minh đế lại thấy y phục của Doãn cũ nát, khen rằng: "Thật là một vị quan thanh liêm." Rồi cấp cho y phục mới.
Doãn ra làm quận thú, dần được thăng đến Trung lĩnh quân. Khi xảy ra sự biến Cao Bình lăng, Doãn cùng thượng thư Trần Thái khuyên Tào Sảng đầu hàng Tư Mã Ý. Năm Gia Bình thứ 3 (252), Vương Cơ tiến cử Doãn cùng Phó Hỗ, Viên Khản, Thôi Tán 4 người, Tư Mã Sư thu nạp, lấy Doãn làm Trung thư lệnh.
Tháng 2 ÂL năm 254, các danh sĩ Lý Phong, Hạ Hầu Huyền, Trương Tập bị tru di tam tộc vì chống đối Tư Mã Sư. Doãn đi lại với họ thân thiết, nghe tin thì bàng hoàng lo sợ. Mùa thu năm ấy, tướng Thục là Khương Duy đánh vào Lũng Hữu, Tư Mã Chiêu đang ở Hứa Xương, được Tư Mã Sư gọi đi đánh Duy. Chiêu đến Nghiệp Thành, Doãn cùng bọn tả hữu của Ngụy đế Tào Phương hiến kế bắt giết Chiêu, đoạt quân đội của Chiêu để chống lại Sư. Nhưng Ngụy đế sợ hãi, không dám ra tay.
Ngay sau đó Doãn được thay Lưu Tĩnh vừa mất làm Trấn bắc tướng quân, lại nhận được thư vỗ về của Tư Mã Sư, mừng lắm, ngỡ đã thoát nạn. Ngụy Phế đế Tào Phương triệu quân thần đưa tiễn, Doãn chảy nước mắt sụt sùi, còn Tào Phương lệnh cho ông mau chóng lên đường. Hứa Doãn sắp khởi hành thì bị bắt về tội khi trước tự ý phân phát tiền, lương cho các con hát và quan thuộc; bị kết án phải chết, giảm còn lưu đày đến quận Nhạc Lãng. Mùa đông năm ấy, Doãn chết trên đường lưu đày.

## Gia quyến
- Vợ: Nguyễn thị
- Con:

Hứa Kỳ, tự Tử Thái làm đến Tư lệ hiệu úy nhà Tây Tấn
Kỳ sanh Hứa Hà, tự Tư Tổ làm đến Thị trung nhà Tây Tấn
Hứa Mãnh, tự Tử Báo làm đến U Châu thứ sử nhà Tây Tấn
Mãnh sanh Hứa Thức, tự Nghi Tổ làm đến Bộc Dương nội sử, Bình Nguyên thái thú nhà Tây Tấn 